# (It's Just) The Way That You Love Me
(It’s Just) The Way That You Love Me – piosenka, drugi i szósty singel z debiutanckiego albumu amerykańskiej piosenkarki Pauli Abdul. Została napisana i wyprodukowana przez Olivera Leibera. Był to czwarty singel w jej karierze oraz z płyty, który dotarł do pierwszej piątki zestawienia Billboard Hot 100.

## Historia
Album Forever Your Girl został wydany wraz z bezpośrednio promującym go singlem „The Way That You Love Me”. Wytwórnia Virgin oraz producenci Abdul zdecydowali, że piosenka powinna zostać zremiksowana i w tej wersji wydana jako singiel. Pomimo remiksu w wersji dance-pop, utwór nie stał się przebojem, dotarł do 88. miejsca na liście Billboard Hot 100.
W Wielkiej Brytanii piosenka została również wydana jako druga w kolejności. W 1988 roku nie zajęła miejsca w pierwszej setce tamtejszej listy przebojów. Rok później, już po sukcesie utworów „Straight Up” i „Forever Your Girl”, wytwórnia ponownie wypuściła singiel na rynek. Doszedł on do 74. miejsca, i jest to najgorzej radzący sobie singiel Abdul na tej liście.
Jesienią 1989 roku „The Way That You Love Me” została ponownie wydana w Stanach Zjednoczonych. Tym razem piosenka odniosła sukces, zajmując 2 grudnia 1989 roku 3. miejsce na liście przebojów, tuż za piosenką Milli Vanilli „Blame It On The Rain”.

## Teledysk
Teledysk do piosenki został wyreżyserowany przez Davida Finchera, który później zrealizował teledyski do „Straight Up” i „Forever Your Girl”. Klip przedstawia Abdul śpiewającą piosenkę w studiu i tańczącą z grupą tancerzy podczas sesji zdjęciowej. Wraz z ponownym wydaniem piosenki nakręcono nowy teledysk, który zawierał mniej scen tanecznych, za to bardziej obrazował tekst piosenki.

## Lista utworów oraz remiksów
US 12"
1. „The Way That You Love Me” – 12" remix
2. „The Way That You Love Me” – 7" dub
3. „The Way That You Love Me” – Houseafire mix

US cassette
1. „The Way That You Love Me” – 7" wersja radiowa
2. „The Way That You Love Me” – 7" dub

US promo/Euro 5"/3" CD singles
1. „The Way That You Love Me” – 7" wersja radiowa
2. „The Way That You Love Me” – 12" remix
3. „The Way That You Love Me” – 7" dub
4. „The Way That You Love Me” – Houseafire mix

### Remiksy
- wersja albumowa 5:21
- 7" Radio edit/remix 4:07/4:00 – Keith Cohen/Steve Beltran;
- 12" extended remix 6:55 – jak wyżej
- 7" dub 5:11 – jak wyżej
- Houseafire mix/edit 6:35/4:42 – jak wyżej
- UK remix
- Drums All the Way mix
- wersja singlowa – 3:32

## Pozycje na listach przebojów
| Lista (1988)                                    | Najwyższa pozycja |
| ----------------------------------------------- | ----------------- |
| US Hot 100                                      | 88                |
| US Billboard Hot R&B/Hip-Hop Singles & Tracks   | 10                |
| US Billboard Hot Dance Music/Maxi-Singles Sales | 11                |
| US Billboard Hot Dance Music/Club Play          | 18                |
| Canadian Singles Chart                          | 54                |

| Lista (1989)           | Najwyższa pozycja |
| ---------------------- | ----------------- |
| US Hot 100             | 3                 |
| US Hot 100 Airplay     | 2                 |
| Canadian Singles Chart | 2                 |
| UK Singles Chart       | 74                |

### Podsumowanie roczne
| Lista (1990)                | Pozycja |
| --------------------------- | ------- |
| Stany Zjednoczone (Hot 100) | 88      |